# Добра половина життя
«Добра половина життя» («Կյանքի լավագույն կեսը») — радянський художній фільм 1979 року, знятий режисером Альбертом Мкртчяном на кіностудії «Вірменфільм».

## Сюжет
Армен Давтян, начальник цеху великого підприємства, у 40 років вирішує залишити свою роботу і перейти на спокійнішу. Однак випадкова зустріч з другом дитинства змінює його рішення.

## У ролях
- Гуж Манукян — Армен
- Шаум Казарян — Гайк
- Сос Саркісян — роль другого плану
- Левон Шарафян — Артур
- Владислав Риндін — роль другого плану
- Олександр Аджемян — роль другого плану
- М. Галстян — роль другого плану
- Геворг Асланян — роль другого плану
- Хачик Назаретян — роль другого плану
- М. Мкртчян — роль другого плану
- Олександр Бейлерян — роль другого плану
- Арутюн Мовсесян — роль другого плану
- Емма Варданян — роль другого плану
- Тамара Оганесян — роль другого плану
- П. Мікаелян — роль другого плану
- Ашот Єдігарян — роль другого плану
- А. Тароян — роль другого плану
- Генріх Алавердян — роль другого плану
- Гегам Арутюнян — роль другого плану
- Андрій Вердян — роль другого плану

## Знімальна група
- Режисер — Альберт Мкртчян
- Сценарист — Роберт Святополк-Мирський
- Оператор — Гагік Авакян
- Композитор — Юрій Арутюнян
- Художники — Рафаель Бабаян, Грета Налчаджян